# Anders Jacobsson (bandytränare)
Anders Jacobsson född 1964, är en svensk bandytränare, förbundskapten för Sveriges herrlandslag i bandy. 
Aktiv som spelare i Västanfors IF BK 1979-1982, Sandvikens AIK 1982-1997 

## Tränaruppdrag
- Förbundskapten  för Sveriges herrlandslag i bandy - 2005/2006
- Sandvikens AIK